# 이규섭 (배우)
이규섭(1982년 10월 28일 ~ )은 대한민국의 배우이다.

## 학력
- 경기고등학교
- 경민대학교 연극과
- 서울예술대학

## 출연작

### 영화
- 《방자전》(2010년) - 말호 패거리 역
- 《황해》(2010년) - 태원 조직원 10 역
- 《평양성》(2011년) - 고구려 장수 역
- 《최종병기 활》(2011년)
- 《투혼》(2011년) - 롯데VS삼성 야구선수들 역
- 《퍼펙트 게임》(2011년) - 해태 김준환 역
- 《파파》(2012년) - 웨이터 1 역
- 《강철대오: 구국의 철가방》(2012년) - 전경 3 역
- 《고령화가족》(2013년) - 약장수 측근 2 역
- 《미생 프리퀄》(2013년) - 현철 역
- 《은밀하게 위대하게》(2013년) - 덩치 부하 1 역
- 《숨바꼭질》(2013년) - 은혜 퇴근길 어부 역
- 《하이프네이션: 힙합사기꾼》(2014년) - 포카리 역
- 《내 심장을 쏴라》(2015년) - 작업반 1 역
- 《헬머니》(2015년) - 깍두기 1 역
- 《세계일주》(2015년) - 동네건달 1 역
- 《명당》(2018년) - 우귀남 수하 1 역
- 《초대받지 않은 손님》(2018년)

### 드라마 & 시트콤
- 《못말리는 결혼》 (KBS2, 2007년)
- 《아이리스》 (KBS2, 2009년)
- 《아테나: 전쟁의 여신》(SBS, 2010년)
- 《짝패》(MBC, 2011년)
- 《빛과 그림자》 (MBC, 2011년)
- 《사랑도 돈이 되나요》(MBN, 2012년)
- 《지운수대통》 (TV조선, 2012년)
- 《대왕의 꿈》 (KBS1, 2012년)
- 《더 이상은 못 참아》(JTBC, 2013년)
- 《맏이》 (JTBC, 2013년) - 건달 역
- 《신의 선물 - 14일》(SBS, 2014년)
- 《닥터 이방인》 (SBS, 2014년) - 응급실 불량배 역
- 《트라이앵글》 (MBC, 2014년) - 조폭 역
- 《너희들은 포위됐다》(SBS, 2014년) - 우준수 역
- 《조선 총잡이》 (KBS2, 2014년) - 반란군 역
- 《엄마의 정원》 (MBC, 2014년)
- 《모두 다 김치》 (MBC, 2014년)
- 《나쁜 녀석들》 (OCN, 2014년) - 황경순의 부하 역
- 《미녀의 탄생》 (SBS, 2014년~2015년) - 심부름센터 직원 역
- 《달려라 장미》 (SBS, 2014년~2015년) - 사채업자 역
- 《압구정 백야》 (MBC, 2014년) - 조폭 역
- 《블러드》(KBS2, 2015년) - 조폭 역
- 《징비록》(KBS1, 2015년) - 장수 역
- 《KBS 드라마 스페셜 - 바람은 소망하는 곳으로 분다》 (KBS2, 2015년) - 건달 역
- 《복면검사》 (KBS2, 2015년) - 취객 역
- 《가면》(SBS, 2015년) - 용역깡패 역
- 《위대한 조강지처》 (MBC, 2015년) - 사채업자 역
- 《용팔이》(SBS, 2015년) - 조폭 역
- 《라스트》(JTBC, 2015년) - 독사부하 역
- 《미세스 캅》 (SBS, 2015년) - 괴한 역
- 《화정》(MBC, 2015년) - 자객 역
- 《엄마》 (MBC, 2015년)
- 《내일도 승리》 (MBC, 2015년) - 사채업자 역
- 《리멤버 - 아들의 전쟁》(SBS, 2015년) - 건달 역
- 《별이 되어 빛나리》(KBS2, 2015년) - 행패남 역
- 《육룡이 나르샤》 (SBS, 2015년) - 관원 역
- 《대박》(SBS, 2016년) - 홍매 똘마니 역
- 《돌아와요 아저씨》 (SBS, 2016년) - 건달 역
- 《피리부는 사나이》 (tvN, 2016년) - 건달 역
- 《굿바이 미스터 블랙》 (MBC, 2016년) - 수감자 역
- 《마스터 - 국수의 신》(KBS2, 2016년) - 재소자 역
- 《몬스터》 (MBC, 2016년) - 똘마니 역
- 《내 사위의 여자》 (SBS, 2016년)
- 《굿 와이프》 (tvN, 2016년) - 철구 역
- 《옥중화》 (MBC, 2016년) - 포졸 역
- 《여자의 비밀》 (KBS2, 2016년)
- 《구르미 그린 달빛》 (KBS2, 2016년) - 왈패 역
- 《당신은 선물》 (SBS, 2016년) - 덩치 역
- 《언제나 봄날》 (MBC, 2016년)
- 《낭만닥터 김사부》 (SBS, 2016년)
- 《빛나라 은수》 (KBS1, 2016년)
- 《피고인》(2017년, SBS)
- 《불어라 미풍아》 (MBC, 2017년)
- 《보이스》(OCN, 2017년)
- 《미씽나인》 (MBC, 2017년)
- 《역적 : 백성을 훔친 도적》 (MBC, 2017년) - 양세준 역
- 《아버님 제가 모실게요》(MBC, 2017년)
- 《훈장 오순남》 (MBC, 2017년) - 사채업자 역
- 《듀얼》(OCN, 2017년)
- 《별별 며느리》 (MBC, 2017년)
- 《맨홀 - 이상한 나라의 필》 (KBS2, 2017년)
- 《언니는 살아있다》 (SBS, 2017년)
- 《블랙》(OCN, 2017년)
- 《변혁의 사랑》 (tvN, 2017년)
- 《슬기로운 감빵생활》(tvN, 2017년)
- 《돈꽃》 (MBC, 2017년)
- 《미스티》(JTBC, 2018년)
- 《미워도 사랑해》 (KBS1, 2018년)
- 《나의 아저씨》 (tvN, 2018년)
- 《라이프 온 마스》 (OCN, 2018년)
- 《하나뿐인 내편》 (KBS2, 2018년) - 사채업자 역
- 《백일의 낭군님》 (tvN, 2018년) - 공자의 납치범 역
- 《일단 뜨겁게 청소하라》(JTBC, 2018년)
- 《으라차차 와이키키 2》(JTBC, 2019년)
- 《바람이 분다》 (JTBC, 2019년)
- 《구해줘 2》 (OCN, 2019년)
- 《어비스》(tvN, 2019년)
- 《미스터 기간제》(OCN, 2019년)
- 《웰컴2라이프》 (MBC, 2019년) - 김도한 / 가짜 형사2 역
- 《날 녹여주오》 (tvN, 2019년)
- 《하이에나》 (SBS, 2020년) - 강상식 역
- 《한 번 다녀왔습니다》(KBS2, 2020년) - 아이의 아버지 역
- 《비밀의 남자》(KBS2, 2020년)
- 《누가 뭐래도》(KBS1, 2021년) - 애스크 캐피탈 사장 역
- 《빈센조》 (tvN, 2021년) - 강호철/빈센조 어머니 살인범 역
- 《빨강구두》 (KBS2, 2021년) - 사채업자 역
- 《고스트 닥터》 (tVN, 2022년)
- 《내일》 (MBC, 2022년) - 철거업체 불량배 역
- 《징크스의 연인》 (KBS2, 2022년) - 조폭 역
- 《빅마우스》 (MBC, 2022년)
- 《모범가족》 (Netflix, 2022년)

### 연극
- 《죽여주는 이야기》(2010년)
- 《인연》(2007년)
- 《로미오와 줄리엣》(2007년)
- 《헛소동》(2007년)
- 《수릉》(2002년)